# 第24回全米製作者組合賞
24th PGA Awards

2013年1月26日
映画プロデューサー賞: 

『アルゴ』
アニメ映画プロデューサー: 

『シュガー・ラッシュ』
第24回全米製作者組合賞は、2012年の映画及びテレビプロデューサーを対象としている。授賞式は2013年1月26日にビバリー・ヒルトン・ホテルで行われた。

## 特別賞

### デヴィッド・O・セルズニック劇場映画功労賞
- ティム・ビーヴァン、エリック・フェルナー

### マイルストーン賞
- ボブ・ワインスタイン、ハーヴェイ・ワインスタイン

### ノーマン・レアテレビ功労賞
- J・J・エイブラムス

### スタンリー・クレイマー賞
- Bully

### ビジョナリー賞
- ラッセル・シモンズ

## ノミネート

### 映画

#### 劇場映画
- 『アルゴ』 - グラント・ヘスロヴ、ベン・アフレック、ジョージ・クルーニー
  - 『ハッシュパピー 〜バスタブ島の少女〜』 - ダン・ジャンヴィー、マイケル・ゴットワルド、ジョシュ・ペン
  - 『ジャンゴ 繋がれざる者』 - ステイシー・シェール、レジナルド・ハドリン、ピラー・サヴォン
  - 『レ・ミゼラブル』 - ティム・ビーヴァン、エリック・フェルナー、デブラ・ヘイワード、キャメロン・マッキントッシュ
  - 『ライフ・オブ・パイ/トラと漂流した227日』 - アン・リー、ギル・ネッター、デヴィッド・ウォマーク
  - 『リンカーン』 - スティーヴン・スピルバーグ、キャスリーン・ケネディ
  - 『ムーンライズ・キングダム』 - ウェス・アンダーソン、ジェレミー・ドーソン、スティーヴン・M・レイルズ、スコット・ルーディン
  - 『世界にひとつのプレイブック』 - ブルース・コーエン、ドナ・ジグリオッティ、ジョナサン・ゴードン
  - 『007 スカイフォール』 - バーバラ・ブロッコリ、マイケル・G・ウィルソン
  - 『ゼロ・ダーク・サーティ』 - マーク・ボール、キャスリン・ビグロー、ミーガン・エリソン

#### アニメ
- 『シュガー・ラッシュ』 - クラーク・スペンサー
  - 『メリダとおそろしの森』 - キャサリン・サラフィアン
  - 『フランケンウィニー』 - ティム・バートン、アリソン・アベイト
  - 『パラノーマン ブライス・ホローの謎』 - トラヴィス・ナイト、アリアンヌ・サットナー
  - 『ガーディアンズ 伝説の勇者たち』 - クリスティーナ・スタインバーグ、ナンシー・バーンスタイン

#### ドキュメンタリー
- 『シュガーマン 奇跡に愛された男』
  - A People Uncounted
  - The Gatekeepers
  - 『南の島の大統領-沈みゆくモルディブ-』
  - The Other Dream Team

### テレビ

#### 子供向け
- 『セサミストリート』
  - 『グッドラックチャーリー』
  - 『iCarly』
  - 『フィニアスとファーブ』
  - The Weight of the Nation for Kids: The Great Cafeteria Takeover

#### コメディシリーズ
- 『モダン・ファミリー』
  - 『30 ROCK/サーティー・ロック』
  - 『ビッグバン★セオリー/ギークなボクらの恋愛法則』
  - 『ラリーのミッドライフ★クライシス』
  - Louie

#### コンペティション
- The Amazing Race
  - Dancing with the Stars
  - 『プロジェクト・ランウェイ』
  - 『トップ・シェフ』
  - The Voice

#### ドラマシリーズ
- 『HOMELAND』
  - 『ブレイキング・バッド』
  - 『ダウントン・アビー』
  - 『ゲーム・オブ・スローンズ』
  - 『マッドメン』

#### ライブ・エンターテインメント&トーク
- コルベア・レポー
  - ジミー・キンメル・ライブ!
  - レイト・ナイト・ウィズ・ジミー・ファロン
  - Real Time with Bill Maher
  - サタデー・ナイト・ライブ

#### ロング・フォーム
- 『ゲーム・チェンジ 大統領選を駆け抜けた女』
  - 『アメリカン・ホラー・ストーリー』
  - The Dust Bowl
  - 『宿敵 因縁のハットフィールド&マッコイ（英語版）』
  - 『SHERLOCK（シャーロック）』

#### ノンフィクション
- American Masters
  - Anthony Bourdain: No Reservations
  - 『ベーリング海の一攫千金』
  - 『アクターズ・スタジオ・インタビュー』
  - Shark Tank

#### スポーツ
- Real Sports with Bryant Gumbel
  - 24/7
  - 30 for 30: Catching Hell
  - The Fight Game with Jim Lampley
  - On Freddie Roach

### デジタル
- 30 Rock: The Webisodes
  - Bravo's Top Chef: Last Chance Kitchen
  - Dexter Early Cuts: All in the Family
  - The Guild
  - H+: The Digital Series
  - Red vs. Blue